# Petalosarsia brevirostris
Petalosarsia brevirostris is een zeekommasoort uit de familie van de Pseudocumatidae. De wetenschappelijke naam van de soort is voor het eerst geldig gepubliceerd in 1986 door Gamo.